# Ermigario
Ermigario (in latino Hermigarius o Heremigarius; ... – Mérida, 429) è stato un militare germanico di etnia sueba, attivo in Lusitania all'inizio del V secolo.

## Biografia
Potrebbe essere stato re in collaborazione con Ermerico, ma non esistono prove a supportare questa tesi. Secondo Idazio attaccò le città vandale di Siviglia e Mérida, per essere poi "gettato nel fiume Ana dal braccio di Dio", dove affogò. Fu in effetti sconfitto dal re dei Vandali Genserico nei pressi di Mérida, annegando durante la ritirata.